# HD 176425
HD 176425，又名CD-4213839，SAO 229446、HR 7177，是一颗恒星，视星等为6.23，位于銀經355.04，銀緯-19.6，其B1900.0坐标为赤經18h 55m 4.5s，赤緯-42° -19.6′ 4″。